# Celatoblatta sedilloti
Celatoblatta sedilloti es una especie de cucaracha terrestre 
del género Celatoblatta, tribu Celatoblattini, subfamilia Polyzosteriinae. Fue descrita científicamente por Bolívar en 1883.

## Distribución
Se distribuye por Oceanía: Nueva Zelanda.